# Almena (Wisconsin)
Almena è un comune degli Stati Uniti, situato in Wisconsin e in particolare nella Contea di Barron.